# Оттке, Свен
Свен Оттке (нем. Sven Ottke; 3 июня 1967, Шпандау, Западный Берлин) — немецкий боксёр-профессионал, выступавший во 2-й средней весовой категории. Чемпион мира во 2-й средней (версия IBF, 1998—2004; версия WBA, 2003—2004) весовой категории. Отличался хорошей техникой.
Дебютировал в марте 1997 года. Как и на любительском ринге, на профессиональном все свои бои (кроме одного проведенного в Австрии) провёл в Германии, с немецкими судьями и рефери, активно вмешивавшихся в ход поединков, что обусловило его непобедимую карьеру, — по оценке иностранных обозревателей, для того чтобы победить единогласным решением судей и в очередной раз защитить свой чемпионский титул, Оттке необходимо было просто продержаться до конца поединка.
В октябре 1998 года Оттке раздельным решением судей победил чемпиона мира во 2-м среднем весе по версии IBF Чарльза Брюера.
В ноябре 1999 года Оттке победил Глена Джонсона.
В сентябре 2000 года состоялся 2-й бой между Свеном Оттке и Чарльзом Брюером. Результат был тот же — победа немца раздельным решением.
В декабре 2001 года Оттке вышел на ринг против австралийца Энтони Мандайн. У Мандайна это был 11-й бой за карьеру. В 10-м раунде Оттке нокаутировал претендента.
В марте 2003 года в объединительном поединке Оттке раздельным решением победил чемпиона мира во 2-м среднем весе по версии WBA Байрона Митчелла.
В декабре 2003 года он победил бывшего чемпиона мира во 2-м среднем весе по версии WBC Робина Рида.
В марте 2004 года Оттке победил Арманда Крайнца.
В том же году Свен Оттке покинул ринг, став 2-м в истории непобеждённым чемпионом наряду с Рокки Марчиано.